# 安东尼·所罗门
安东尼·莫顿·所罗门（英語：Anthony Morton Solomon，1919年12月27—2008年1月15日），是美国经济学家，曾担任财政部货币事务副部长、纽约联邦储备银行行长。